# Estação de Carlos Barbosa
A Estação de Carlos Barbosa é uma estação de trens turísticos localizada no município gaúcho de Carlos Barbosa.
A estação de Santa Luiza, como era chamada nos primeiros anos, foi inaugurada pela Cie. Auxiliaire des Chemins de Fer au Brésil em 1909, e desde o seu início já era o ponto de bifurcação para o ramal de Bento Gonçalves. A estação foi erigida de forma a receber o tráfego e as mercadorias de Garibaldi e de Bento Gonçalves, para onde já estava projetado um ramal ferroviário. Este somente ficou pronto em 1919. Em 1920, a Viação Férrea do Rio Grande do Sul passou a administrar a linha. A estação foi desativada para trens de passageiros regulares em meados da década de 1970.

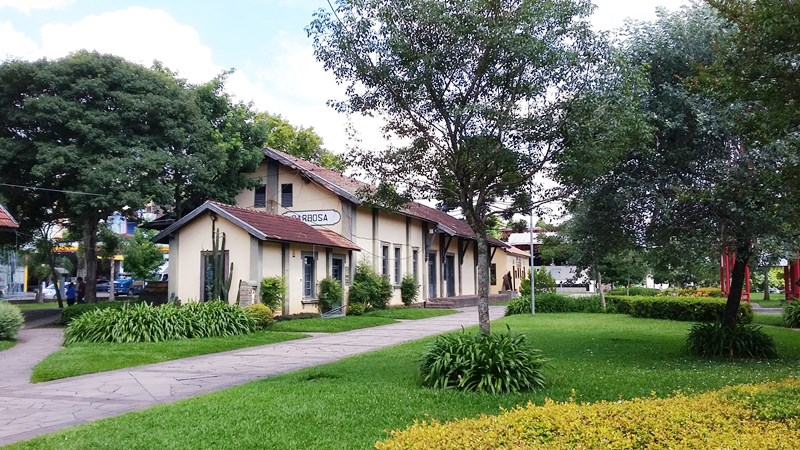
Estação Ferroviária de Carlos Barbosa, construção original, hoje Secretária Municipal de Indústria, Comércio e Turismo de Carlos Barbosa.

Pouco tempo depois, por volta de 1978, um trem turístico foi inaugurado pela RFFSA, conhecido como "Trem da Uva" ou ainda "Trem do Vinho", em referência ao Vale dos Vinhedos, onde se encontra. Seu persurso iniciava em Carlos Barbosa, passava por Garibaldi, Bento Gonçalves e terminava em Jaboticaba.

## Maria Fumaça

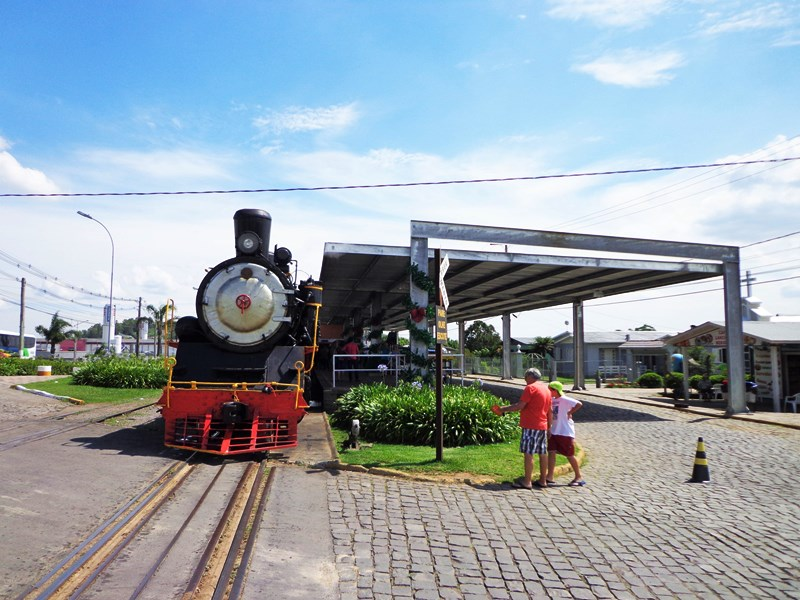
Estação de Carlos Barbosa Nova.

Em 1993 foi retomada a operação da linha no trecho Bento Gonçalves - Garibaldi - Carlos Barbosa pela empresa Giordani Turismo, com o objetivo de operar o passeio turístico de trem a vapor, mais conhecido como "Maria Fumaça".
O passeio de Maria Fumaça é uma grande atração na Serra Gaúcha. Os turistas são recepcionados com vinho na estação de Bento Gonçalves. São 23 quilômetros de percurso e uma hora e meia de duração. Durante o passeio, há apresentações de um coral típico italiano, com show de tarantela, teatro, repentista e também pelos gaúchos.
Em Garibaldi há uma recepção com música gaúcha e italiana, além de degustação de espumante e suco de uva. No destino final, Carlos Barbosa, também acontecem apresentações de música italiana.